# 면세
면세(免稅, 영어: Tax exemption)는 통치자가 개인, 재산, 소득 또는 거래에 대해 부과할 수 있는 세금을 감면하거나 면제하는 것을 말한다. 면세 상태는 세금을 완전히 면제하거나 세율을 낮추거나 일부 항목에 대해서만 세금을 부과할 수 있다. 예를 들어 자선 단체에 대한 재산세 및 소득세 면제, 재향 군인, 특정 국경 간 또는 다중 관할권 시나리오 등이 있다.
면세는 일반적으로 특정 상황에서 단순히 과세하지 않는 것이 아니라 일반적인 규칙에 대한 법적 예외를 의미하며, 이를 제외라고도 한다. 면세는 또한 공제보다는 특정 품목에 대한 과세 대상에서 제외되는 것을 의미한다.
국제 면세 쇼핑은 “면세 쇼핑”이라고 할 수 있다. 면세 쇼핑에서는 상품이 영구적으로 관할권 밖으로 반출되므로 세금을 납부할 필요가 없다. 면세 쇼핑은 국가 간(또는 과세 지역 간) 이동하는 선박, 비행기 및 기타 선박에서도 이용할 수 있다. 면세 쇼핑은 일반적으로 전용 면세점에서 이용할 수 있다. 그러나 출국할 때 세관에 물품을 제시하면 모든 거래가 면세로 처리될 수 있다. 이러한 경우 세금에 상응하는 금액을 지불하지만 출국 시 환급받게 된다. 유럽에서는 면세가 더 일반적이지만 미국에서는 루이지애나주를 제외하고는 면세 적용 빈도가 낮다. 그러나 현재 유럽연합에서는 과세 지역 외부의 특정 특수 지역을 제외한 대부분의 유럽연합 내 면세 거래를 금지하고 있다.